# جاك لابيارديير
جاك لابيارديير (1755-1834) (بالإنجليزية: Jacques Labillardière)‏ هو عالم نبات فرنسي.